# Frederick Madison Roberts

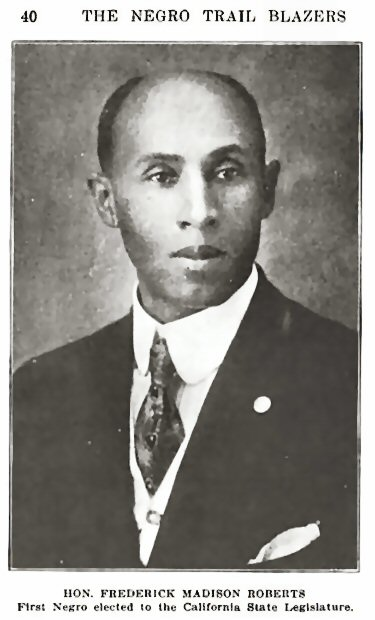
Frederick M. Roberts

Frederick Madison Roberts (* 14. September 1879 in Chillicothe, Ohio; † 19. Juli 1952 in Los Angeles, Kalifornien) war ein US-amerikanischer Politiker (Republikanische Partei) und Unternehmer. Er gehörte von 1912 bis 1934 der California State Assembly an. Er war der erste Afroamerikaner, der westlich des Mississippi im 20. Jahrhundert gewählt wurde.

## Familie
Roberts wurde als Sohn von Andrew Jackson Roberts Ellen Roberts geboren und stammte mütterlicherseits von Thomas Jefferson und dessen Sklavin Sally Hemings ab. Er hatte einen jüngeren Bruder, William Giles Roberts. 1921 heiratete er Pearl Hinds, mit der er zwei Töchter hatte. Seine Tochter Gloria wurde später Pianistin, Patricia Geschäftsfrau.

## Leben
Als Roberts sechs Jahre alt war, zog die Familie von Ohio nach Los Angeles um, wo sein Vater das erste Beerdigungsinstitut im Besitz eines Schwarzen gründete. Er besuchte die Los Angeles High School und war der erste schwarze Absolvent der Schule und erfolgreich in der Football-Mannschaft seiner High School. Danach studierte er zunächst an der University of Southern California und dann am Colorado College. Während seiner Studien arbeitete er in der Verwaltung des El Paso County. Er besuchte noch die Barnes-Worsam school of embalming and mortuary science, um das Geschäft seines Vaters übernehmen zu können.
Nach dem Abschluss zog er nach Mound Bayou (Mississippi), wo er Leiter des Mound-Bayou Normal and Industrial Institute wurde. 1912 kehrte Frederick M. Roberts nach Los Angeles zurück. Hier gründete er die Zeitung New Age Dispatch (später New Age), ein zu dieser Zeit einflussreiches Medium unter Afroamerikanern. Er setzte sich in seinen Veröffentlichungen gegen die Verwendung des Wortes „Negro“ ein. So lautete die Schlagzeile „Another Negro lynched“ in seiner Zeitung „Another American lynched“. Er engagierte sich auch in der NAACP, hierdurch kam Roberts in die Politik. Zunächst kandidierte er für das Board of Education (Bildungskomitee) und verlor die Wahl. 1918 trat er zur Wahl für die State Assembly an. Sein Gegenkandidat warb mit Visitenkarten, auf denen stand „My opponent is a nigger“. Roberts gewann die Wahl knapp. In seiner Zeit im Parlament engagierte er sich für Bildung, schrieb Anti-Lynch-Gesetze für Kalifornien und setzte sich für Bürgerrechte ein. Er war wichtig für die Gründung der University of California, Los Angeles und wurde bekannt als der Dean of the Assembly. 1934 unterlag er dem Demokraten Augustus F. Hawkins und schied aus dem Parlament aus. Er war weiter in seiner Partei aktiv und nahm beispielsweise an der Republican National Convention 1952 teil.
Er verstarb 1952 an Verletzungen, die er sich bei einem Verkehrsunfall zugezogen hatte.

## Ehrungen
1957 wurde ihm zu Ehren der Fredrick M. Roberts Park in Los Angeles benannt.